# ビハール・ネパール地震
ビハール・ネパール地震（ビハール・ネパールじしん, 英: Bihar-Nepar earthquake）は、1934年1月15日午後2時13分（現地時間）、インドとの国境に近いネパール東部で発生したマグニチュード8.1の地震である。
震源の位置は長らくGutenburg & Richter(1954)の推定により平野部（ヒンドスタン平野）の北端付近と伝えられていたが、後年の調査により正しい震源は従来の約200km北側のヒマラヤ山脈の山腹であることが分かった。堆積盆地であるガンジス川流域で地震動が増幅されたこと、地震計がインド側に偏っていたことが原因であった。

## 被害

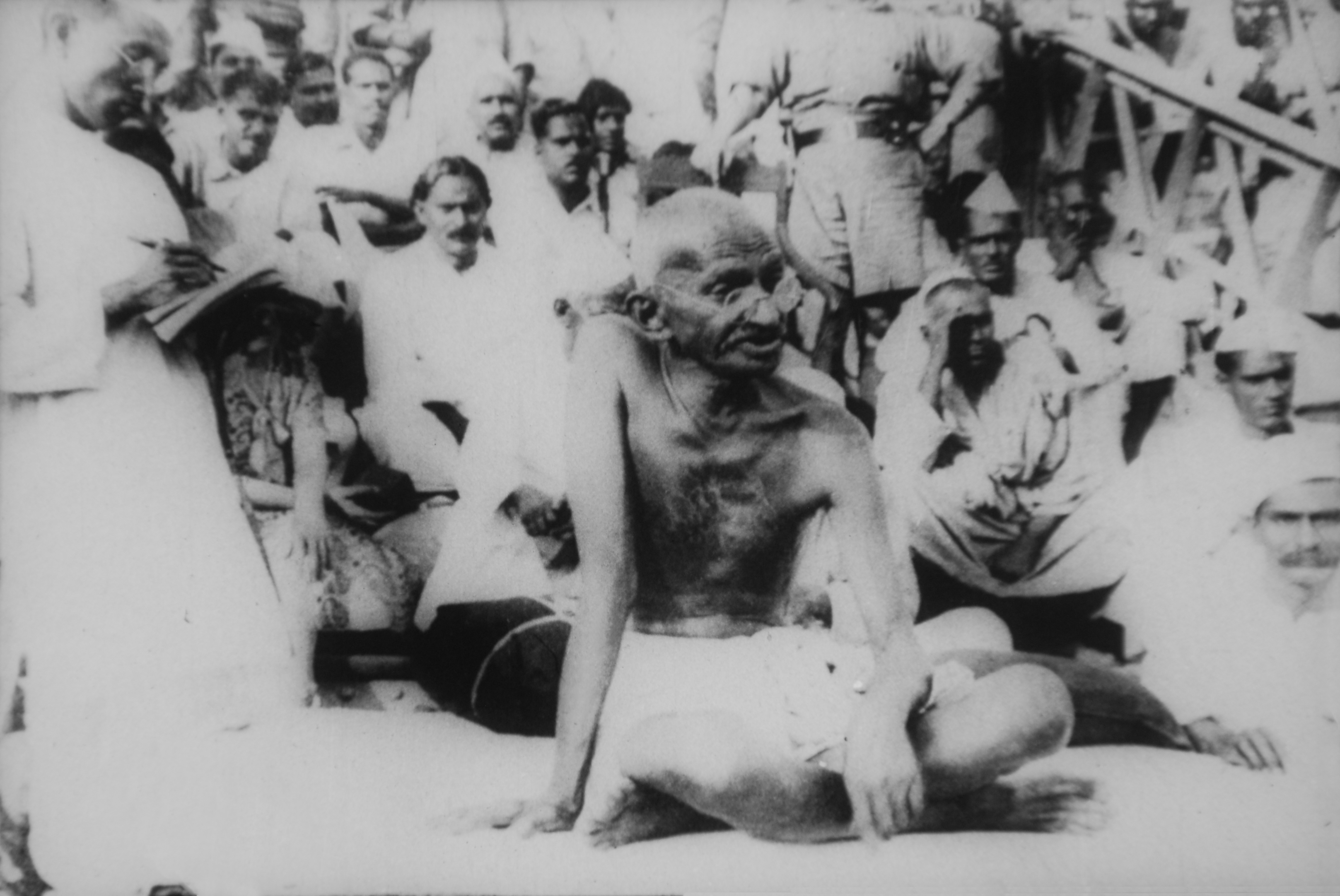
被災地を訪れたマハトマ・ガンディー。1934年、ビハール州。

インド・ビハール州北部やネパールに甚大な被害をもたらした。死者・行方不明者はDunn et al.(1934)によると約10,500人とされているが、当時ネパールは外国人の入国を禁じる「鎖国」政策を採っていたため、ネパールでの正確な死者は分かっていない。インド側では、Brett(1935)がビハール州での死者を7253人と報告している。
ビハール州のKesariaの町にある"Kesariya Stupa"という仏塔は、この地震により35mあったものが崩れて6mになったと伝えられている。
カトマンズでは、建造物の半数以上が全半壊し、ダルバール広場の歴史的な建物も倒壊した。カトマンズ盆地における被害について、当時の文献は、建物の倒壊により大量の粉塵が舞い上がり昼間でも薄暗かったこと、狭い道路が避難の障碍になったこと、数千の人々が建物の下敷きとなり死亡したこと、一部で火災が発生したが局所的ですぐに鎮火したこと、などを記録している。カトマンズ盆地では、建築物の約20%が破壊され、9040人の死者を出した、との統計もある。
日本国内各方面で義援金が募られ送付された。